# Chlorurus frontalis
Chlorurus frontalis là một loài cá biển thuộc chi Chlorurus trong họ Cá mó. Loài này được mô tả lần đầu tiên vào năm 1840.

## Từ nguyên
Từ định danh của loài trong tiếng Latinh có nghĩa là "trán", hàm ý đề cập đến các vệt màu xanh lục trên trán của chúng.

## Phạm vi phân bố và môi trường sống
C. frontalis có phạm vi phân bố phổ biến ở Trung Thái Bình Dương, thưa thớt hơn ở khu vực phía tây. Từ quần đảo Ryukyu, phạm vi của loài này trải dài về phía nam, tuy không xuất hiện nhiều ở các đảo quốc Đông Nam Á nhưng đã được ghi nhận tại đảo Halmahera của Indonesia, đến hầu hết các đảo quốc, quần đảo thuộc châu Đại Dương ở phía đông; giới hạn phía nam đến rạn san hô Great Barrier, rạn san hô Middleton và đảo Rapa Iti.
Loài này sống gần các rạn san hô viền bờ ở độ sâu đến ít nhất là 40 m.

## Mô tả

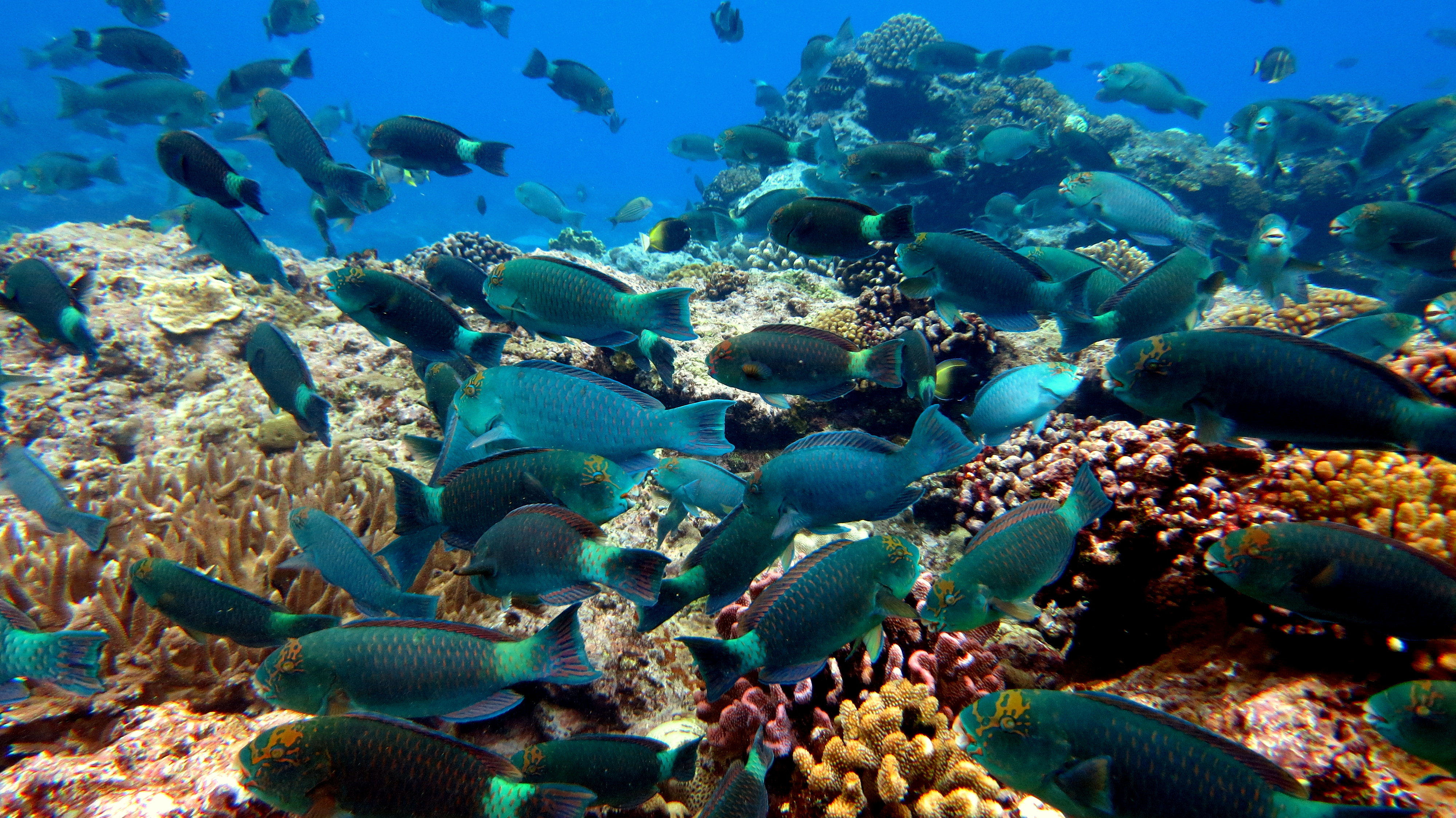
Một nhóm các cá thể C. frontalis

C. frontalis có chiều dài cơ thể tối đa được biết đến là 50 cm. Thân thuôn dài, hình bầu dục. Cá cái và cá đực không có sự khác biệt về hình thái.
C. frontalis đực trưởng thành có kiểu màu tương tự Chlorurus microrhinos nhưng C. frontalis không có vệt xanh lục lam ở khoé miệng kéo dài đến rìa nắp mang. Khóe miệng có vệt màu đỏ tía. Cá đực có hai thùy đuôi dài và trán dốc. Cuống đuôi có màu xanh lục sáng. Những con đực trưởng thành có trán gần như thẳng đứng, vây đuôi rất phát triển với thùy đuôi dài. C. frontalis là một loài chị em với Chlorurus enneacanthus.
Số gai vây lưng: 9; Số tia vây ở vây lưng: 10; Số gai vây hậu môn: 3; Số tia vây ở vây hậu môn: 9; Số tia vây ở vây ngực: 15.

## Sinh thái học
Thức ăn của C. frontalis là tảo. C. frontalis có xu hướng hợp thành đàn trên các rạn san hô. C. frontalis được đánh bắt thủ công.